# Rinaldo Frezza
Rinaldo Frezza (Padova, 24 febbraio 1943) è un ex calciatore italiano, di ruolo centrocampista.

## Carriera
Gioca in due periodi differenti (1962-1963 e 1964-1967) nel Padova in Serie B, disputando nella stagione 1966-1967 la finale di Coppa Italia disputata all'Olimpico contro il Milan.
Nel 1967 approda al Brescia in Serie A debuttando il 24 settembre a ventiquattro anni nella sfida contro il Cagliari vinta dalle rondinelle per (2-1). Il 22 ottobre gioca la sua terza ed ultima partita in Serie A contro il Mantova (sconfitta per 1-0). Nel novembre dello stesso anno viene ceduto al Modena in Serie B, poi sempre coi cadetti al Perugia.
In carriera ha disputato complessivamente 3 incontri in Serie A e 73 partite con una rete all'attivo in Serie B.